# Kleopatra (film 1963)
Kleopatra (ang. Cleopatra) – amerykański filmowy dramat historyczny z 1963 roku w reżyserii Josepha L. Mankiewicza. Jego scenariusz napisali Mankiewicz, Ranald MacDougall i Sidney Buchman, korzystając z biografii The Life and Times of Cleopatra (1957) Carla Marii Franzera oraz przekazów historycznych spisanych przez Plutarcha, Swetoniusza i Appiana z Aleksandrii. W tytułową rolę wcieliła się Elizabeth Taylor, której partnerowali m.in. Richard Burton, Rex Harrison, Roddy McDowall i Martin Landau. Film przedstawia losy Kleopatry, młodej królowej Egiptu, starającej się ochronić swój kraj przed zakusami Rzymu.
Marzeniem producenta Waltera Wangera od dawna było stworzenie filmowej biografii Kleopatry. W 1958 roku należąca do niego firma producencka nawiązała w tym celu współpracę z wytwórnią Twentieth Century Fox. Po długich castingach w głównej roli obsadzono Elizabeth Taylor, która podpisała rekordowy wówczas kontrakt na gażę w wysokości miliona dolarów. Na reżysera wybrano Roubena Mamouliana, a scenariusz był wielokrotnie zmieniany i korygowany przez Nigela Balchina, Dale’a Wassermana, Lawrence’a Durrella i Nunnally’ego Johnsona. Okres zdjęciowy rozpoczął się 28 września 1960 w Pinewood Studios, jednak ze względu na problemy zdrowotne Taylor produkcja zaczęła się przeciągać. Została zawieszona w listopadzie, kiedy już przekroczono cały budżet przeznaczony na film, pomimo nakręcenia zaledwie dziesięciu minut materiału.
Mamoulian zrezygnował z posady reżysera, a na jego miejsce wybrano Josepha L. Mankiewicza, który wcześniej współpracował z Taylor przy Nagle, zeszłego lata (1959). Produkcja została przeniesiona do włoskiego studia Cinecittà, gdzie wznowiono ją 25 września 1961, pomimo nieukończenia scenopisów. Podczas realizacji zdjęć media na całym świecie donosiły o skandalu z udziałem Taylor i Richarda Burtona, którzy rozpoczęli ze sobą romans. Zdjęcia zakończyły się 28 lipca 1962, a dokrętki realizowano od lutego do marca 1963. Przy budżecie wynoszącym 44 mln dolarów (po uwzględnieniu inflacji: 365 mln) był to wówczas najdroższy film w historii, który nieomal doprowadził studio do bankructwa.
Premiera filmu miała miejsce w nowojorskim Rivoli Theatre 12 czerwca 1963. Kleopatra spotkała się z pozytywnym przyjęciem ze strony krytyków i była jednym z najbardziej dochodowych filmów 1963 roku, w Stanach Zjednoczonych i Kanadzie generując 57,7 mln dolarów ze sprzedaży biletów. Była również jednym z najbardziej kasowych filmów dekady na całym świecie, początkowo przyniosła jednak wytwórni straty. Kleopatra otrzymała dziewięć nominacji do Oscara, w tym dla najlepszego filmu, przegrywając w tej kategorii z Przygodami Toma Jonesa, a zdobywając cztery inne: za najlepszą scenografię, zdjęcia, efekty specjalne i kostiumy.

## Fabuła
Po bitwie pod Farsalos w 48 r. p.n.e. dyktator Rzymu Juliusz Cezar przybywa do Egiptu pod pretekstem ogłoszenia go wykonawcą woli faraona Ptolemeusza XIII i jego siostry Kleopatry. Rodzeństwo walczy ze sobą o władzę nad krajem, a Kleopatra została wygnana z Aleksandrii. Ptolemeusz rządzi pod opieką trzech „opiekunów” – eunucha Pothejnosa, swojego nauczyciela Theodetesa i generała Achillasa.
Kleopatra przekonuje Cezara, żeby pomógł jej odzyskać tron. Cezar, sprawujący kontrolę nad królestwem, skazuje Pothejnosa na śmierć za zaaranżowanie próby zabójstwa Kleopatry, a Ptolemeusza na wygnanie na pustynię, gdzie on i jego armia zostają zabici przez wojska Mitrydatesa. Kleopatra zostaje koronowaną królową Egiptu i zaczyna snuć marzenia o władaniu światem wraz z Cezarem, który z kolei chce zostać królem Rzymu. Pobierają się, a kiedy Kleopatra rodzi ich syna, Cezariona, Cezar uznaje go publicznie, co budzi żywe zainteresowanie w Rzymie i tamtejszym senacie.
Kiedy Cezar zostaje mianowany dożywotnim dyktatorem posyła po Kleopatrę, która przybywa do Rzymu podczas wystawnej procesji i zdobywa aprobatę mieszkańców. Senat staje się coraz bardziej niespokojny w obliczu pogłosek, jakoby Cezar chciał zostać królem, co dla Rzymian stanowi anatemę. Podczas id marcowych w 44 r. p.n.e. zostaje zamordowany przez grupę konspirantów, którzy uciekają z miasta i rozpoczynają bunt, stłumiony przez sojusz zawarty pomiędzy Oktawianem (adoptowanym synem Cezara), Markiem Antoniuszem (jego prawą ręką i generałem) i Markiem Emiliuszem. Kleopatra – rozwścieczona tym, że Cezar na swojego następcę wybrał Oktawiana, a nie Cezariona – wraca do Egiptu.
Planując kampanię przeciwko Partom Antoniusz uświadamia sobie, że potrzebuje pieniędzy i zasobów, które może zapewnić mu tylko Egipt. Kleopatra, kilkukrotnie odmawiając opuszczenia swojego kraju, zgadza spotkać się z nim w Tarsie. Kiedy rozpoczynają ze sobą romans, królowa zapewnia Antoniusza, że jest kimś więcej niż tylko bladym cieniem Cezara. Usunięcie Emiliusza przez Oktawiana zmusza Antoniusza do powrotu do Rzymu, gdzie, żeby zapobiec dalszym konfliktom politycznym, poślubia siostrę triumwira, Oktawię. Rozwściecza to Kleopatrę, ostatecznie jednak pojednują się, Antoniusz rozwodzi się z Oktawią i poślubia królową. Wściekły z tego powodu Oktawian ujawnia senatowi, że Antoniusz chce być pochowany w Egipcie; Rzym zwraca się przeciwko niemu, a Oktawian wzywa do wojny z Egiptem, co spotyka się z wielce pozytywnym odzewem. Podczas bitwy morskiej pod Akcjum flota rzymska pod dowództwem Agrypy pokonuje statki egipskie. Kleopatra zakłada, że Antoniusz zginął i nakazuje odwrót; ten podąża za nią, pozostawiając bez przywództwa swoją flotę, która wkrótce zostaje pokonana.
Kilka miesięcy później Kleopatra odsyła Cezariona z Aleksandrii i przekonuje Antoniusza, żeby ponownie stanął na czele wojsk przeciwko nadciągającej armii Oktawiana, jednak jego żołnierze opuszczają go, a Rufio, ostatni wierny mu człowiek, popełnia samobójstwo. Antoniusz próbuje wyzwać Oktawiana do pojedynku, ale zostaje zmuszony do ucieczki z miasta. Kiedy powraca do pałacu, Apollodoros – sam zakochany w Kleopatrze – informuje go, że królowa jest w swoim grobowcu, pozwalając mu wierzyć, że zginęła. Kiedy Antoniusz upada na swój miecz, Apollodoros wyznaje, że go zwiódł, a Kleopatra jedynie chroni się w grobowcu; prowadzi do niego Antoniusza, który umiera w ramionach królowej.
Oktawian i jego armia maszerują ku Aleksandrii z ciałem martwego Cezariona. Dowiaduje się, że Antoniusz nie żyje, a Kleopatra skrywa się w grobowcu. Proponuje jej władanie nad Egiptem jako rzymską prowincją, jeżeli wróci z nim do Rzymu. Kleopatra, wiedząc, że jej syn nie żyje, przystaje na warunki Oktawiana, gwarantującego jej m.in. bezpieczeństwo Cezariona. Kiedy Oktawian opuszcza grobowiec, Kleopatra nakazuje swoim sługom asystować jej przy samobójstwie. Oktawian dowiaduje się o tym, ale nie udaje mu się powstrzymać królowej, która odbiera sobie życie, pozwalając ukąsić się wężowi.

## Obsada
- Elizabeth Taylor jako Kleopatra

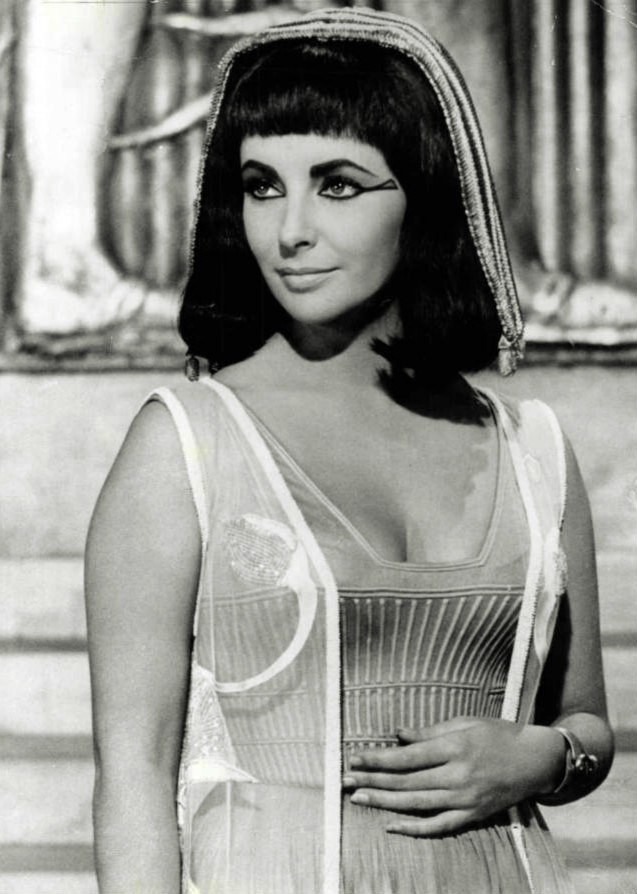
Taylor jako Kleopatra

- Richard Burton jako Marek Antoniusz
- Rex Harrison jako Juliusz Cezar
- Pamela Brown jako najwyższa kapłanka
- George Cole jako Flawiusz
- Hume Cronyn jako Sosygenes
- Cesare Danova jako Apollodoros
- Kenneth Haigh jako Brutus
- Andrew Keir jako Marek Agrypa
- Martin Landau jako Rufio
- Roddy McDowall jako Oktawian August
- Robert Stephens jako Germanik
- Francesca Annis jako Eiras
- Grégoire Aslan jako Pothejnos
- Martin Benson jako Ramos
- Herbert Berghof jako Theodetes z Chios
- John Cairney jako Phoibos
- Jacqui Chan jako Lotos
- Isabelle Cooley jako Charmion
- John Doucette jako Achillas
- Andrew Faulds jako Kanidiusz
- Michael Gwynn jako Cymber
- Michael Hordern jako Cyceron
- John Hoyt jako Kasjusz
- Marne Maitland jako Eufranor
- Carroll O’Connor jako Serwiliusz Kaska
- Richard O’Sullivan jako Ptolemeusz XIII
- Gwen Watford jako Kalpurnia
- Douglas Wilmer jako Decymus
- Marina Berti jako królowa Tarsu
- John Karlsen jako najwyższy kapłan
- Loris Loddi jako 4-letni Cezarion
- Jean Marsh jako Oktawia Młodsza
- Gin Mart jako Marcelus
- Furio Meniconi jako Mitrydates z Pergamonu
- Del Russell jako 7-letni Cezarion
- Kenneth Nash jako 12-letni Cezarion
- John Valva jako Walwus
- Finlay Currie jako Tytus Flawiusz
- Laurence Naismith jako Archezyliusz

## Powstawanie filmu
Producent Walter Wanger od dawna nosił się z zamiarem stworzenia filmu biograficznego poświęconego Kleopatrze. Jako student Dartmouth College przeczytał opowiadanie fantasy Une nuit de Cléopâtre Théophile’a Gautiera, następnie tłumaczenie Żywotów Plutarcha na angielski oraz Antoniusza i Kleopatrę Williama Shakespeare’a. Wanger wyobrażał sobie Kleopatrę jako „kwintesencję młodzieńczej kobiecości i siły”, ale dopiero kiedy zobaczył Taylor w Miejscu pod słońcem (1951) uznał, że znalazł idealną kandydatkę do roli. Mniej więcej w tym samym czasie wynajął prywatnego detektywa, który odkrył, że jego żona, Joan Bennett, miała romans z jego agentem Jenningsem Langiem. 13 grudnia 1951 Wanger strzelił dwukrotnie do Langa, którego zobaczył ze swoją żoną. Zaatakowany przeżył, a Wanger, którego uznano za niepoczytalnego, spędził cztery miesiące w więzieniu, co nadszarpnęło jego reputację. Po wyjściu na wolność pracował nad odbudowaniem swojej kariery w przemyśle filmowym, będąc m.in. producentem Inwazji porywaczy ciał (1956) i Chcę żyć! (1958), który przyniósł Susan Hayward Oscara dla najlepszej aktorki, co pozwoliło mu na powrót myśleć o zrealizowaniu widowiska o Kleopatrze.

### Przedprodukcja
Wanger przedstawił pomysł na film wielu studiom, w tym Monogram Pictures i RKO Pictures. Zaproponował również wyprodukowanie go z United Artists Taylor i jej mężowi, Michaelowi Toddowi. Taylor wyraziła zainteresowanie projektem, decyzję pozostawiła jednak mężowi. W międzyczasie Twentieth Century Fox zmagało się z problemami finansowymi po serii sromotnych kasowych porażek swoich filmów wydanych w 1958 – Barbarzyńcy i gejszy, Pewnego uśmiechu i Korzeni niebios. Chcąc przerwać złą passę, prezes studia Spyros Skouras nakazał producentowi Davidowi Brownowi znaleźć realistyczny do wykonania projekt, który zostałby „wielkim hitem”. Brown zasugerował remake Kleopatry z 1917, w której główną rolę zagrała Theda Bara.
Jesienią 1958 firma producencka Wangera nawiązała współpracę koproducencką z Twentieth Century Fox, w ramach której przedstawiono mu cztery projekty do zrealizowania – Kleopatrę oraz ekranizacje Justyny Lawrence’a Durrella, The Dud Avocado Elaine Dundy i Upadku Alberta Camusa. Wanger zdecydował się na pierwsze trzy, a jako pierwszą miał zrealizować Kleopatrę. 15 września nabył prawa do przeniesienia na ekran biografii The Life and Times of Cleopatra Carla Marii Franzera. 30 września Skouras po raz pierwszy spotkał się z Wangerem. Poprosił swoją sekretarkę, żeby znalazła scenariusz Kleopatry z 1917 roku i nalegał, żeby Wanger „trochę go przepisał”, co miało w zupełności wystarczyć, żeby film okazał się dochodowy. Ze względu na to, że wersja z Barą powstała jako film niemy, scenariusz do niej w większości składał się ze wskazówek technicznych odnośnie do ustawienia kamery.
W grudniu 1958 do napisania surowej wersji scenariusza zatrudniono scenarzystkę i byłą aktorkę Ludi Claire. W tym samym miesiącu zatrudniono również scenografa Johna DeCuira, żeby stworzył koncept graficzny mający zilustrować wizualną skalę przedsięwzięcia. W marcu 1959 napisanie kolejnego szkicu scenariusza powierzono brytyjskiemu pisarzowi i scenarzyście Nigelowi Balchinowi. W międzyczasie Wanger, który pracował z Alfredem Hitchcockiem przy Zagranicznym korespondencie (1940), zaproponował mu wyreżyserowanie filmu, ten jednak odmówił. Po odmowie Hitchcocka Skouras wybrał na reżysera Roubena Mamouliana, z którym Wanger współpracował w 1929 przy Aplauzie. Ani reżyserowi, ani Taylor nie spodobał się scenariusz Balchina – w ich opinii pierwszy akt był napisany na siłę, a postać Kleopatry nie została odpowiednio dobrze zarysowana. Do ukończenia scenariusza wybrano Dale’a Wassermana, ponieważ producentom spodobał się napisany przez niego odcinek I, Don Quixote serialu CBS DuPont Show of the Month. Wanger poinstruował go, że Kleopatra musi stanowić centralną postać całego filmu. Wasserman, który nigdy nie spotkał Taylor, obejrzał jej wcześniejsze filmy, żeby zapoznać się z jej stylem aktorskim. Wiosną 1960 do przepisania scenariusza zatrudniono angielskiego powieściopisarza Lawrence’a Durrella.

### Casting
Podczas spotkania w październiku 1958 producent Buddy Adler optował za stworzeniem relatywnie niedrogiego filmu, z budżetem w wysokości 2 mln dolarów, w którym główną rolę zagrałaby któraś z kontraktowych aktorek Foksa – Joan Collins (która przeszła już do niej testy ekranowe), Joanne Woodward albo Suzy Parker. Wanger sprzeciwił się temu pomysłowi, nalegając na zrealizowanie wielkiego widowiska, w którym Kleopatrę zagra ponętna aktorka. Zasugerował Susan Hayward, rozważano również Audrey Hepburn, Sophię Loren i Ginę Lollobrigida. Kiedy na reżysera wybrano Mamouliana, zaproponował rolę Dorothy Dandridge, kiedy spotkał się z nią w restauracji w Beverly Hills, ta jednak stwierdziła, że reżyser nie jest wystarczająco odważny, żeby forsować jej kandydaturę, a studio i tak go od tego odwiedzie.
We wrześniu 1959 roku Wanger ponownie skontaktował się z Taylor, pracującą na planie Nagle, zeszłego lata (1959), która zażądała rekordowej jak na tamte czasy gaży w wysokości miliona dolarów i dziesięciu procent zysków z box office’u. 15 października Taylor podpisała w biurze Adlera dokumenty in blanco, ponieważ sporządzenie właściwego kontraktu wymagało jeszcze kilku miesięcy. Wanger rozważał obsadzenie w roli Juliusza Cezara Laurence’a Oliviera lub Reksa Harrisona, a jako Marka Antoniusza Richarda Burtona, jednak studio odmówiło zaangażowania Harrisona i Burtona. 28 lipca 1960 Taylor podpisała prawdziwy kontrakt, na mocy którego ustalono, że film kręcony będzie w Europie w formacie Todd-AO, opracowanym przez zmarłego męża Taylor, Michaela Todda, co zapewni aktorce dodatkowe tantiemy.
W styczniu 1960 Wanger zaproponował rolę Marka Antoniusza Stephenowi Boydowi, pomimo tego, że uważał go za zbyt młodego do tej roli. W sierpniu Boyd został obsadzony jako Marek Antoniusz, Peter Finch jako Juliusz Cezar, a Keith Baxter jako Oktawian. Mamoulian obsadził również Elisabeth Welch w roli jednej ze służek Kleopatry.

### Okres zdjęciowy

#### Rouben Mamoulian
Kiedy Mamoulian został reżyserem, w studiu w Londynie budowano już plany zewnętrzy Aleksandrii. Twórcy zdecydowali się na Anglię, ponieważ tamtejsze prawo, tzw. Eady levy, oferowało amerykańskim studiom konkurencyjne warunki podatkowe na produkcję filmów, o ile określony procent aktorów i ekipy realizatorskiej stanowić będą Brytyjczycy. Projekt nadzorowany był przez Roberta Goldsteina, kierownika ds. produkcji zagranicznych. Wśród potencjalnych plenerów rozważano m.in. Turcję i Egipt.
W 1960 Adler nawiązał współpracę koproducencką z włoskim producentem Lionellem Santim, który niedługo wcześniej zrealizował obcojęzyczną wersję filmu o Kleopatrze. Studio wykupiło ją, żeby zablokować jej dystrybucję na rynku amerykańskim. Mamoulian wybrał się do Włoch w poszukiwaniu miejsc do realizacji zdjęć, po powrocie stwierdził jednak, że kręcenie tam będzie nastręczało problemów, zwłaszcza w świetle zbliżających się Letnich Igrzysk Olimpijskich w Rzymie, mogących skutkować problemami z zakwaterowaniem. 20 kwietnia 1960 w „Variety” ukazało się wykupione przez Santiego ogłoszenie na całą stronę, w którym informował, że będzie producentem Kleopatry, nie wspominając jednak ani słowem o udziale Twentieth Century Fox. Rozzłoszczony Adler w odpowiedzi przeniósł całą produkcję do Pinewood Studios. 11 lipca zmarł na raka, a jego obowiązki przejął Goldstein. Skouras poprosił Wangera, żeby zajął stanowisko zwolnione przez Goldsteina, ale ostatecznie kilka miesięcy później zastąpił go Sid Rogell. 15 lipca Wanger w notce do studia ostrzegał o realizowaniu zdjęć w Anglii, twierdząc, że tamtejsze warunki pogodowe mogą negatywnie wpłynąć na zdrowie Taylor, a dodatkowo na londyńskim planie pracuje zbyt mało ludzi, jednak Fox zignorował ostrzeżenie i nakazał kontynuowanie prac zgodnie z harmonogramem.
Okres zdjęciowy rozpoczął się 28 września 1960 w Pinewood Studios. Tego samego dnia brytyjski związek fryzjerek zagroził, że nie będzie pracował przy filmie, ponieważ Taylor sprowadziła ze sobą amerykańską stylistkę Sydney Guilaroff. Ostatecznie zawarto ugodę, postanawiając, że Guilaroff będzie mogła odpowiadać za uczesanie aktorki, ale wyłącznie prywatnie. Niedługo po rozpoczęciu zdjęć Taylor nagrywała scenę w niskiej temperaturze, przez co przeziębiła się i stała się niedysponowana na następne dwa tygodnie. Mamoulian został zmuszony do zmiany harmonogramu i kręcenia w tym czasie scen z Finchem i Boydem. Przeziębienie aktorki wkrótce przerodziło się w przewlekłą chorobę; przez następnych kilka tygodni poddawana była leczeniu, w tym m.in. przez lorda Horace’a Evansa, lekarza królowej Elżbiety II. 13 listopada u Taylor, mającej 39,5 °C gorączki, zdiagnozowano zapalenie opon mózgowo-rdzeniowych. 19 listopada Wanger wstrzymał zdjęcia na czas nieokreślony, dając pracownikom studia dwutygodniowy okres wypowiedzenia. Po dwóch tygodniach hospitalizacji Taylor została przetransportowana do Palm Springs na Florydzie, żeby mogła dojść do zdrowia w dogodniejszych warunkach klimatycznych. Firma ubezpieczeniowa Lloyd’s of London zapłaciła 2 mln dolarów, żeby pokryć wydatki za opiekę medyczną Taylor.
Podczas przerwy w kręceniu zdjęć do stworzenia nowej wersji scenariusza zatrudniono Nunnally’ego Johnsona. Napisał on siedemdziesięciopięciostronicowy szkic pierwszej połowy filmu, koncentrujący się głównie na Kleopatrze i Cezarze, utrzymany w podobnym tonie co Kleopatra Cecila B. DeMille’a z 1934 i Cezar i Kleopatra z 1945. Zdjęcia wznowiono 3 stycznia 1961, jednak Mamoulian był niezadowolony ze scenariusza Johnsona. Nie spodobał się on również Taylor, która poprosiła Paddy’ego Chayefskiego o napisanie nowego, ten jednak nie zgodził się, ponieważ przepisanie go zajęłoby pół roku. Po szesnastu tygodniach zdjęć i wydatkach w wysokości 7 mln dolarów twórcom udało się nakręcić zaledwie dziesięć minut filmu. Skouras za przekroczenie budżetu obwiniał Mamouliana, który zrezygnował z reżyserowania Kleopatry 18 stycznia.

#### Angaż Mankiewicza
„Marek Antoniusz zawsze żył w cieniu Cezara. JLM postrzega go jako kiepskiego naśladowcę, desperacko podążającego jego śladami, ale potykającego się na polu bitwy, w senacie czy w łóżku – tam, gdzie Cezarowi się udawało. [Mankiewicz] uznaje, że niemożność dorównania mu staje się przyczyną nadmiernego picia i ekscentrycznego zachowania Antoniusza, którego jedynym triumfem nad Cezarem jest podbicie Kleopatry. Wtedy zdaje sobie jednak sprawę, że tak naprawdę nie zwyciężył, a został pokonany, co w konsekwencji prowadzi do zachowań autodestrukcyjnych”.

Po odejściu Mamouliana Taylor zapowiedziała, że jako nowego reżysera zaakceptuje wyłącznie albo George’a Stevensa, albo Josepha L. Mankiewicza – z pierwszym pracowała przy Miejscu pod słońcem, a z drugim przy Nagle, ostatniego lata. Mankiewicz przygotowywał się wówczas do ekranizacji Justyny Durrella, również produkowanej przez Wangera. Początkowo odmówił, ale po spotkaniu ze Skourasem i swoim agentem, Charlesem K. Feldmanem, zgodził się wyreżyserować film i napisać scenariusz.
W ramach dodatkowej zachęty Skouras kupił za 3 mln USD Figaro, Inc. – niezależną firmę producencką Mankiewicza – wobec czego poza stawką za reżyserię i scenariusz otrzymał również 1,5 mln USD ze sprzedaży; druga połowa trafiła do jego partnera, NBC. Mankiewicz, mający doświadczenie nabyte na planie Juliusza Cezara (1953), wyraził niezadowolenie z otrzymanego scenariusza, twierdząc, że jest „nieczytelny i nie da się według niego kręcić”. Sposób, w jaki sportretowano w nim Kleopatrę, uznał za „dziwne i irytujące połączenie dziewicy z amerykańskiej opery mydlanej i histerycznego słowiańskiego wampa w stylu ról Nazimowej”. Ze względu na to poprosił o możliwość napisania scenariusza od nowa, na co studio przystało, dając mu dwa miesiące.
Do lutego 1961 Mankiewicz napisał „współczesny, zakorzeniony w psychologii koncept filmu”, w którym ważną rolę odgrywał Marek Antoniusz i jego autodestruktywne zachowania, powodowane niemożnością dorównania Cezarowi. W ciągu miesiąca Mankiewiczowi dokooptowano Lawrence’a Durrella i Sidneya Buchmana, którzy mieli pomóc mu w napisaniu nowego scenariusza. Cała trójka omawiała całościowy zarys fabuły filmu, następnie Durrell i Buchman z osobna rozpisywali poszczególne sceny, a Mankiewicz na ich podstawie opracowywał scenariusz i scenopis, posiłkując się również pismami Plutarcha i Petroniusza. Pod koniec kwietnia Mankiewicz, niezadowolony z efektów pracy Durrella, zlecił ukończenie zarysu filmu Buchmanowi na etapie, kiedy całość była gotowa w zaledwie ćwierci. Reżyser zaproponował, żeby Buchmanowi pomogli dramaturdzy, Lillian Hellman albo Paul Osborn, Wanger zatrudnił jednak scenarzystę Ranalda MacDougalla.
Pierwotnie wznowienie zdjęć planowane było na 4 kwietnia 1961, jednak 4 marca Taylor ponownie trafiła do szpitala w związku z zapaleniem płuc; została poddana tracheotomii, co następnie wymagało rekonwalescencji. 14 marca Twentieth Century Fox zawiesiło produkcję w Pinewood Studios, a zbudowane tam plany filmowe rozebrano, co kosztowało wytwórnię 600 tys. USD. Skouras zdecydował się przenieść produkcję do Kalifornii, a Mankiewicz tymczasowo zawiesił swój udział w pracach nad scenariuszem, żeby wybrać się na poszukiwanie plenerów w Rzymie i Egipcie. W czerwcu poinformował studio, że udało mu znaleźć się odpowiednie plany we Włoszech, jest jednak niechętny kręceniu w Egipcie. 30 czerwca Skouras zgodził się, żeby filmu nie realizować w Kalifornii, a w rzymskim studiu Cinecittà, w którym trwały już prace nad serialami telewizyjnymi Foksa i Opowieścią wszech czasów (1965) Stevensa.

#### Zmiany obsady i ekipy
Podczas przerwy w zdjęciach Finch i Boyd zrezygnowali z udziału w filmie ze względu na inne zobowiązania zawodowe, zachowując jednak wynegocjowaną gażę. Rolę Juliusza Cezara odrzucili Laurence Olivier i Trevor Howard, wobec czego obsadzono w niej Reksa Harrisona, który był czwartym kandydatem branym pod uwagę przez studio. Mankiewicz zaproponował obsadzenie w roli Marka Antoniusza Marlona Brando, ostatecznie przypadła ona jednak Richardowi Burtonowi, poleconemu przez Taylor po tym, jak zobaczyła go jako króla Artura w broadwayowskim musicalu Camelot. Wytwórnia zapłaciła Burtonowi 250 tys. dolarów, wykładając również dodatkowe 50 tys. za wykupienie jego kontraktu. Roddy’ego McDowalla, który również grał w Camelocie, obsadzono w roli Oktawiana. Mankiewicz nalegał, żeby zaangażować Johna Valvę, bliskiego przyjaciela McDowalla, dla którego specjalnie napisano postać Walwusa. Do połowy września 1961 w rolach drugoplanowych obsadzono kilku amerykańskich, brytyjskich i kanadyjskich aktorów, w tym Hume’a Cronyna, Martina Landaua, Carrolla O’Connora, Kennetha Haigha, Roberta Stephensa i Michaela Horderna.
Kiedy produkcję opuścił Mamoulian, Jack Hildyard zrezygnował z funkcji operatora kamery i został zastąpiony przez Leona Shamroya. W styczniu 1962 Andrew Marton, pracujący przy filmie już podczas początkowych zdjęć, zastąpił Raya Kellogga jako drugi reżyser.

#### Wznowienie zdjęć

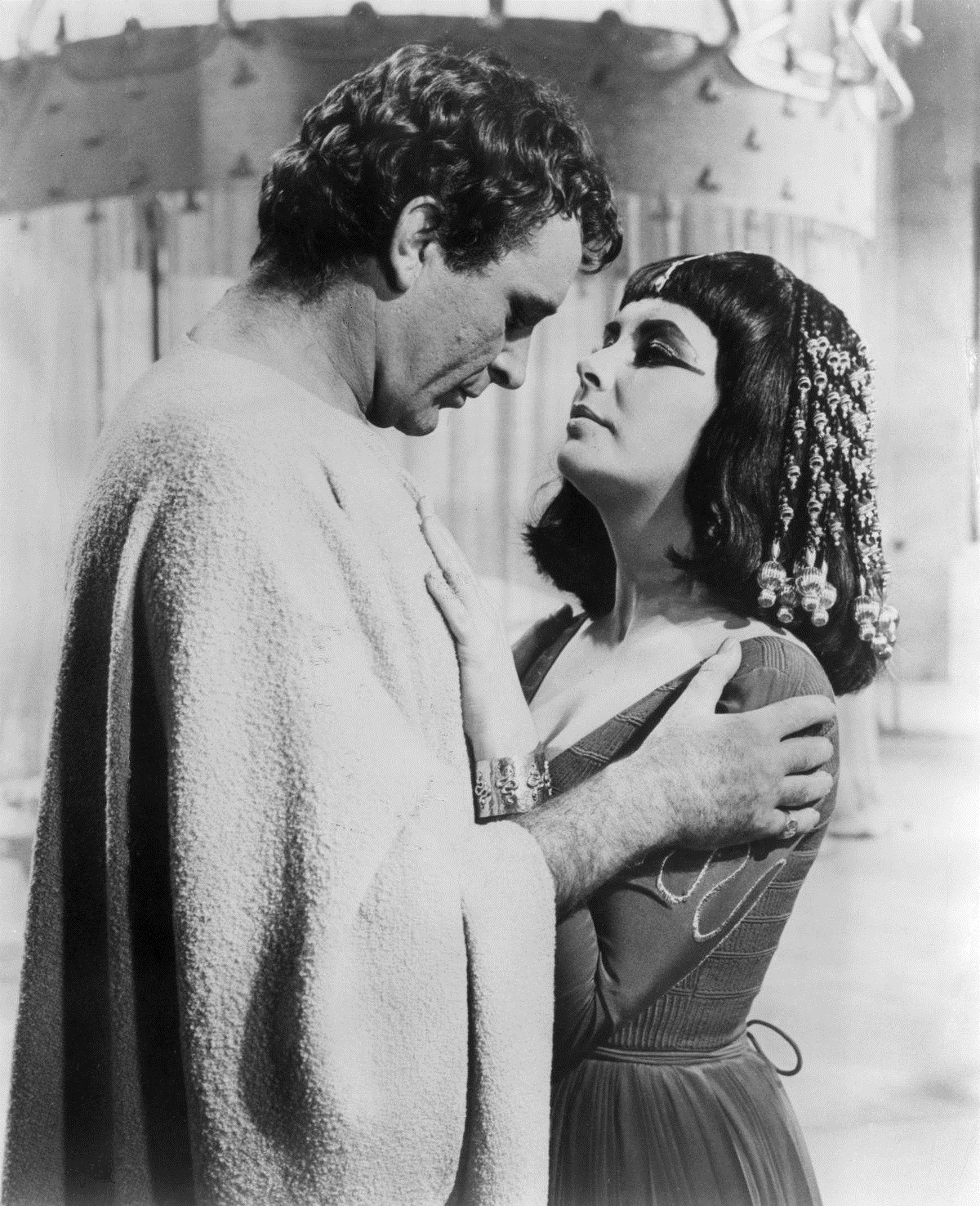
Richard Burton i Taylor jako Marek Antoniusz i Kleopatra

25 września 1961 w Rzymie rozpoczęły się zdjęcia do nowej wersji Kleopatry. Mankiewicz wyraził chęć stworzenia dwuczęściowego epickiego dzieła, na które składałyby się dwa filmy z Taylor – Cezar i Kleopatra oraz Antoniusz i Kleopatra. Każdy z nich miałby trwać trzy godziny, oba trafiłyby do kin jednocześnie. Stwierdził również: „Czułem się zmuszony do napisania samodzielnie obu części, co miało oddać moje niezadowolenie z materiału, jaki do tej pory zrealizowano”.
W momencie rozpoczęcia zdjęć Mankiewicz ukończył dopiero sto trzydzieści dwie strony scenopisu, nie mając napisanych kolejnych stu dziewięćdziesięciu pięciu. Film kręcono więc scena po scenie zgodnie ze scenariuszem, co sprawiło, że niektórzy aktorzy musieli czekać przez nieokreślony czas, aż ich postacie ponownie się pojawią, a oni wrócą na plan. Przez pierwsze dwa miesiąca Mankiewicz za dnia reżyserował film, a wieczorami pracował nad scenopisem; żeby móc pracować w takim tempie, uciekał się do zastrzyków z amfetaminą. W pewnym momencie zaczął również nosić rękawice ochronne, ponieważ nabawił się zapalenia skóry obu rąk. Ostatecznie, ze względu na wyczerpanie, w lutym 1962 ponownie zatrudnił MacDougalla, żeby napisał kilka scen batalistycznych – w tym bitwę pod Akcjum – oraz dokończył ostatnie pięćdziesiąt stron drugiej części.
22 stycznia 1962 nakręcono pierwszą wspólną scenę Taylor i Burtona. Wanger opisując ten dzień w swoim pamiętniku stwierdził: „Podczas realizacji filmu przychodzi taki moment, kiedy aktorzy stają się postaciami, które grają. Chociaż było spokojnie, niemal było czuć, jak pomiędzy nimi iskrzy”. W lutym światowe media obiegły informacje o romansie Taylor i Burtona, a ponieważ oboje znajdowali się w związkach małżeńskich, przysporzyło to negatywnego rozgłosu i tak już trapionej licznymi problemami produkcji.
Pod koniec maja ukończono większość scen rozgrywających się we wnętrzach, nie zrealizowano jednak m.in. bitwy pod Farsalos i Akcjum, przybycia Kleopatry do Tarsu oraz konfrontacji Antoniusza z legionami Oktawiana, a część z nich miała być kręcona w Egipcie. W raporcie za rok fiskalny 1961 Fox poinformował o stratach, jako główny powód podając koszty produkcji Kleopatry. Skouras zapewnił akcjonariuszy, że zamierza podjąć „drastyczne środki” w celu ograniczenia wydatków, skutkiem czego było skasowanie Something’s Got to Give – ostatniego filmu z udziałem Marilyn Monroe.
Na początku czerwca dyrektorzy Foksa – Peter Levathes, Otto Koegel i Joseph Moskowitz, których Wanger żartobliwie nazywał „trzema mędrcami” – przybyli na plan, żeby ogłosić, że scena bitwy pod Farsolos nie zostanie zrealizowana. Nieformalnie zwolnili Wangera, zawieszając jego wynagrodzenie oraz konto na wydatki związane z pełnieniem obowiązków producenta, żądając również rozwiązania kontraktu Taylor 9 czerwca i zakończenia wszystkich zdjęć do 30 czerwca. Mankiewicz nie zgodził się na przedstawione przez nich warunki, prosząc ówczesnego prezesa zarządu Foksa, Samuela Rosenmana, o przedłużenie kontraktu Taylor; ten zgodził się przedłużyć go do 23 czerwca. 12 czerwca o „zwolnieniu” Wangera napisał dziennikarz Earl Wilson. Mankiewicz po zapoznaniu się z jego artykułem poprosił Lewisa „Doca” Mermana, kierownika produkcji studia, o przywrócenie Wangera na stanowisko, a tym samym o możliwość wznowienia zdjęć celem zrealizowania kilku brakujących sekwencji. Taylor i Burton, niezadowoleni ze zwolnienia producenta, zamierzali oprotestować dalszą produkcję, dopóki nie zostanie przywrócony. Merman wraz z Levathesem zgodzili się, żeby pozostał na stanowisku.
Zdjęcia pospiesznie przeniesiono do Ischii na wybrzeżu Włoch, gdzie nagrano bitwę pod Akcjum. Scenę przybycia Kleopatry do Tarsu nagrano 23 czerwca, w ostatni dzień pracy Taylor na planie. 26 czerwca Skouras zrezygnował ze stanowiska prezesa Foksa. 25 lipca na jego miejsce wybrano Darryla F. Zanucka, on zaś został nowym prezesem zarządu. Zanuck zwolnił Levathesa, na jego miejsce zatrudniając swojego syna, Richarda. Zdjęcia zakończono oficjalnie 28 lipca, kiedy to w Egipcie nakręcono ostatnie sceny.

### Postprodukcja
Zespół montażystów dysponował nieco ponad 193 km taśmy z surowym materiałem. Mankiewicz i jego montażystka, Dorothy Spencer, przygotowali wstępną wersję filmu trwającą pięć godzin i dwadzieścia minut. W październiku 1962 reżyser zorganizował w Paryżu jej prywatny pokaz dla Zanucka, ten jednak nie zgodził się na dystrybucję Kleopatry w dwóch osobnych częściach, uważając, że widownia – zainteresowana romansem Taylor i Burtona – nie będzie chciała oglądać pierwszej z nich. 20 października Mankiewicz poprosił Zanucka w liście, żeby „szczerze i jednoznacznie” określił, jaki jeszcze wkład będzie miał w finalną wersję filmu, na co ten odpowiedział, że jego udział zakończy się po nagraniach dubbingu, „ale jeśli będzie chętny, może zaprosić go na pokaz wersji przemontowanej przez studio”. Mankiewicz niedługo później udzielił wywiadu w „Newsweeku”, w którym powiedział: „Zrobiłem pierwszą wersję, ale potem film jest już własnością wytwórni, która może go pociąć i zmontować tak, jak tylko im się podoba”.
Do nadzorowania montażu ostatecznej wersji filmu Zanuck zatrudnił reżysera Elma Williamsa. W ciągu trzech szesnastogodzinnych dni pracy w laboratoriach Foksa w Nowym Jorku Williams zmontował wersję krótszą o trzydzieści trzy minuty od tej pierwotnej. Kiedy Mankiewicz zobaczył ją po raz pierwszy, miał „narzekać i bredzić”, ostatecznie zgadzając się na to, żeby nie wydawać filmu w dwóch częściach, ale w zamian za to prosząc o zachowanie jego długości. 7 grudnia „The New York Times” doniósł, że Mankiewicz został przywrócony do prac nad filmem po „bardzo produktywnym” spotkaniu z Zanuckiem, który zgodził się m.in. na zrealizowanie brakujących scen i poprawienie już istniejących.
Po przywróceniu na stanowisko Mankiewicz częściowo przywrócił kilka usuniętych wcześniej scen, m.in. te z Sosygenesem nauczającym Kleopatrę. W lutym 1963 kilku członków obsady oraz półtora tysiąca statystów wzięło udział w dokrętkach sceny bitwy pod Farsalos, które zrealizowano w hiszpańskiej Almeríi; następnie Mankiewicz poleciał do Londynu, gdzie przez osiem dni dogrywał sceny z Burtonem. Dokrętki zakończyły się 5 marca 1963.

## Dystrybucja
Premiera filmu miała miejsce 12 czerwca 1963 roku w nowojorskim Rivoli Theatre, pod którym zebrało się około dziesięciu tysięcy gapiów. Na premierze pojawili się m.in. Rex Harrison, Walter Wagner, Joseph L. Mankiewicz, Darryl F. Zanuck, Jacob Javits, Richard Rodgers, Joan Fontaine, Louis Nizer i Beatrice Miller. Burton, kręcący wtedy w Londynie Becketa (1964) i Taylor nie pojawili się na premierze. Bilety na seans z Rivoli sprzedawano wówczas w rekordowej cenie 5,5 USD. Niedługo po premierze długość filmu została skrócona z 244 do 221 minut. Dwa tygodnie po premierze Kleopatrę zaczęto wyświetlać w kolejnych trzydziestu ośmiu miastach. Do ogólnokrajowej dystrybucji film trafił w wersji skróconej do 184 minut.

### Na rynku domowym
W 1982 roku 20th Century-Fox Video wydało Kleopatrę na wideokasetach. W 2001 roku wydano trzypłytowe wydanie DVD zawierające liczne dodatki, w tym dwugodzinny dokument „Kleopatra” – film, który odmienił Hollywood.
W 2013 zakończył się dwuletni proces rekonstrukcji filmu, nadzorowany przez starszego wicekierownika archiwów Foksa Schawna Belstona, w ramach którego na podstawie zachowanych materiałów udało się odtworzyć wersję trwającą cztery godziny i osiem minut. Jako źródła użyto oryginalnych 65-milimetrowych negatywów, ewentualne uszkodzenia czy niedoskonałości występujące na nich korygowano cyfrowo, starając się, żeby poprawki nie stały w sprzeczności z oryginalnym materiałem. Belston odnalazł również oryginalne taśmy magnetyczne, a po usunięciu z nich szumów i innych zakłóceń udało się stworzyć ścieżkę z dźwiękiem przestrzennym 5.1.
13 maja 2021, z okazji pięćdziesięciolecia powstania filmu, odrestaurowana wersja została wyświetlona na specjalnym pokazie podczas 66. Międzynarodowego Festiwalu Filmowego w Cannes, a następnie wydano ją na DVD i Blu-rayu. Ponieważ Fox w celu minimalizowania kosztów już dawno zniszczył wszystkie taśmy i kopie z lat 60., niemożliwe było stworzenie dłuższej wersji filmu, materiałów dokumentujących proces jego powstawania czy dodatków w stylu wpadek z planu. W wydaniu z okazji pięćdziesięciolecia znalazły się komentarze dźwiękowe, materiały dostępne wcześniej na DVD oraz niepublikowane wcześniej krótkometrażowe dokumenty, w tym Cztery gwiazdy Kleopatry z 1963 r. poświęcone planom filmowym.

## Odbiór

### Ze strony krytyków
Bosley Crowther z „The New York Timesa” uznał Kleopatrę za „jeden z najlepszych filmów epickich naszych czasów”, chwaląc Mankiewicza za stworzenie „barwnych i głębokich postaci, które jawią się jak prawdziwe na tle wspaniałego spektaklu, który nadaje temu obrazowi żywotności i stanowi klucz do jego sukcesu”. Vincent Canby w recenzji dla „Variety” napisał, że Kleopatra jest „nie tylko olbrzymim cukierkiem dla oka, którego kolosalny budżet widać na każdym kroku, ale też niezwykle literackim odtworzeniem w formie filmu historycznej epoki”. Zdaniem Philipa K. Scheuera z „Los Angeles Timesa” jest to „niezwykle piękny film i dramat, który nie musi ukrywać swojej piśmiennej, inteligentnej twarzy, a chociaż nie napisał go Shakespeare czy Shaw”, to jego autorzy wykonali swoją pracę z najwyższą pieczołowitością”.
Recenzent „Time’a” w krytycznej recenzji napisał, że „jako dramat i film Kleopatra ma liczne wady. Brakuje mu stylu zarówno w warstwie wizualnej, jak i w tempie akcji, ani przez chwilę nie wykorzystuje swojego epickiego rozmachu. Przeskakuje od jednej nadętej sceny do następnej, napędzany pokraczną ekspozycją”. James Powers z „The Hollywood Reporter” stwierdził, że „Kleopatra nie jest świetnym filmem. To przede wszystkim wielka rozrywka dla mas, która szerokim łukiem omija możliwość bycia wielką”. Dodał, że stwierdzenie to nie jest krytyką, a wyrazem uznania. Claudia Cassidy z „Chicago Tribune” podsumowała Kleopatrę jako film „wielki i rozczarowujący”. Wypowiadając się o obsadzie chwaliła Reksa Harrisona za „genialnie zagadkowego Cezara, najlepiej napisaną rolę Mankiewicza” i Richarda Burtona, który „przezwyciężył scenopisarską przeciętność”, stwierdzając, że „marnowane jest to przez skoncentrowanie się na Elizabeth Taylor, całkowicie pozbawionej głębi jako zołzowata Kleopatra”.
Penelope Houston z „Sight & Sound” doceniła, że Mankiewicz starał się „zrobić film o ludziach i ich emocjach zamiast pokazu obrazków”, ale żeby zrealizować tę ambicję „poza wspaniałym widowiskiem potrzebował stylu wizualnego stanowiącego coś więcej niż ilustrację, dialogów wartych wypowiedzenia i bardziej przekonujących aktorów. Im większe stają się plany i dekoracje, tym mniejsi stają się aktorzy”. Judith Crist w recenzji dla „New York Herald Tribune” stwierdziła, że „plany są tak wielkie i gargantuiczne, że postacie stają się krasnalami, a obraz jest tak szeroki, że skoncentrowanie się na postaci skutkuje dziwnie statyczną epopeją, w której przesadzone zbliżenia przerywane są co najwyżej korowodem albo tańcem, częściej jednak mało interesującymi wyjściami, wejściami, marszami czy bitwami”. Z opinią taką zgodziła się Elizabeth Taylor, mówiąc, że „wycięto ducha, kwintesencję, motywację, absolutną podstawę, a zamiast tego nawciskano tych wszystkich scen bitewnych. [Ten film] powinien być o trójce wielkich ludzi, ale zabrakło w nim autentyczności i pasji. Moim zdaniem to było wulgarne”.
Amerykański krytyk filmowy Emanuel Levy stwierdził, że „Kleopatra, krytykowana z różnych powodów, może i jest najdroższym filmem w historii, ale na pewno nie najgorszym. Jest po prostu przegadanym, zagmatwanym romansem, nie będąc tak rozrywkowym, jak można by się spodziewać po filmie napisanym specjalnie dla Taylor i Burtona”. Billy Mowbray z brytyjskiego kanału telewizyjnego Film4 uznał, że „czasami wyczuwalny jest w nim geniusz filmowy, ale zawsze da się go obejrzeć ze względu na nieskrępowaną ambicję, rozmach i przepych”. „The New York Times” oszacował, że w Stanach Zjednoczonych osiemdziesiąt procent recenzji filmu było pozytywnych, podczas gdy w Europie było to zaledwie dwadzieścia procent. W agregatorze recenzji Rotten Tomatoes 57% z 42 zebranych recenzji filmu jest pozytywnych. Strona podsumowuje, że „Kleopatra to bogata, ostentacyjna, bezustannie przyciągająca wzrok epopeja, która ugina się (kto by się spodziewał?) pod ciężarem czterogodzinnego czasu trwania”.

### Box office
Trzy tygodnie po premierze kinowej Kleopatra trafiła na szczyt zestawienia najpopularniejszych filmów w Stanach Zjednoczonych, w siedemnastu kluczowych miastach osiągając przychód ze sprzedaży biletów w wysokości 725 tys. USD. Utrzymywała tę pozycję przez następne dwanaście tygodni, dopóki do kin nie trafiło Z życia VIP-ów, w którym również zagrali Taylor i Burton. Na szczyt zestawienia powróciła trzy tygodnie później, ostatecznie stając się najbardziej dochodowym filmem 1963. Do stycznia 1964 film zarobił 15,7 mln USD z pięćdziesięciu pięciu kin w Stanach i Kanadzie, zaś całościowy jego wynik zamknął się w kwocie 26 mln USD. Kleopatra była również dużym hitem we Włoszech, gdzie sprzedano 10,9 mln biletów; we Francji i Niemczech film obejrzało 5,4 mln widzów, zaś w Związku Radzieckim, gdzie trafił do kin w 1978, 32,9 mln widzów.
Do marca 1966 film zarobił na całym świecie 38,04 mln USD, przynosząc wytwórni straty – żeby zwróciły się koszty jego produkcji, musiałby zarobić jeszcze 3 mln. Fox ostatecznie odrobił straty w tym samym roku, sprzedając ABC prawa do emisji filmu w telewizji za 5 mln, co stanowiło wówczas rekordową kwotę zapłaconą za jeden film. W ciągu pięćdziesięciu lat film zarobił w kinach na całym świecie łącznie 40,3 mln USD.

## Nagrody i nominacje
Film nominowano do pięciu Oscarów, w tym za najlepszy film, ostatecznie zdobył cztery statuetki. 20th Century Fox omyłkowo zgłosiło do Oscara kandydaturę Roddy’ego McDowalla w kategorii „najlepszy aktor” zamiast „najlepszy aktor drugoplanowy”. Amerykańska Akademia Sztuki i Wiedzy Filmowej uznała jego udział w filmie za niespełniający warunków kategorii, do której go zgłoszono, informując również studio, że jest już za późno na zmianę, ponieważ blankiety do głosowania zostały wysłane do drukarni. Wytwórnia opublikowała w prasie branżowej przeprosiny dla McDowalla, przepraszając za swój „wielki błąd”, przez który „jego kreacja, przez krytyków uznana jednogłośnie za najlepszą rolę drugoplanową 1963” nie zostanie odpowiednio uhonorowana.
| Nagroda                              | Kategoria                                                   | Nominowany | Wynik     |
| ------------------------------------ | ----------------------------------------------------------- | --- | --------- |
| National Board of Review Awards 1963 | Najlepszy aktor                                             | Rex Harrison | wygrana   |
| Eddie Awards 1964                    | Najlepszy montaż filmu pełnometrażowego                     | Dorothy Spencer | nominacja |
| Złote Globy 1964                     | Najlepszy dramat                                            | Kleopatra | nominacja |
| Złote Globy 1964                     | Najlepszy aktor w dramacie                                  | Rex Harrison | nominacja |
| Złote Globy 1964                     | Najlepszy aktor drugoplanowy                                | Roddy McDowall | nominacja |
| Złote Globy 1964                     | Najlepszy reżyser                                           | Joseph L. Mankiewicz | nominacja |
| Laurel Awards 1964                   | Najlepszy film w kinach objazdowych                         | Kleopatra | wygrana   |
| Laurel Awards 1964                   | Najlepszy aktor dramatyczny                                 | Rex Harrison | nominacja |
| Oscary 1964                          | Najlepszy film                                              | Walter Wanger | nominacja |
| Oscary 1964                          | Najlepszy aktor pierwszoplanowy                             | Rex Harrison | nominacja |
| Oscary 1964                          | Najlepsza scenografia i dekoracje wnętrz w filmie kolorowym | Scenografie: John DeCuir, Jack Martin Smith, Hilyard M. Brown, Herman A. Blumenthal, Elven Webb, Maurice Pelling, Boris Juraga; dekoracje: Walter M. Scott, Paul S. Fox, Ray Moyer | wygrana   |
| Oscary 1964                          | Najlepsze zdjęcia (kolor)                                   | Leon Shamroy | wygrana   |
| Oscary 1964                          | Najlepsze kostiumy (kolor)                                  | Irene Sharaff, Vittorio Nino Novarese, Renié | wygrana   |
| Oscary 1964                          | Najlepszy montaż                                            | Dorothy Spencer | nominacja |
| Oscary 1964                          | Najlepsza muzyka oryginalna                                 | Alex North | nominacja |
| Oscary 1964                          | Najlepszy dźwięk                                            | James Corcoran, Fred Hynes | nominacja |
| Oscary 1964                          | Najlepsze efekty specjalne                                  | Emil Kosa jr | wygrana   |
| Grammy 1964                          | Najlepsza muzyka w filmie lub serialu                       | Alex North | nominacja |
| Golden Trailer Awards 2014           | Najbardziej innowacyjna reklama produktu lub marki          | Kleopatra / Bulgari | nominacja |